# Куп победника купова у фудбалу 1965/66.
Куп победника купова 1965/1966. је било шесто издање клупског фудбалског такмичења које је организовала УЕФА.
Такмичење је трајало од септембра 1965. дo 19. маја 1966. године. Борусија Дортмунд је у финалу била успешнија од Ливерпула и освојила први трофеј Купа победника купова. Најбољи стрелац такмичења био је Лотар Емерих са 14 постигнутих голова.
Издање УЕФА Купа победника купова 1965/66. је било прво у ком је примењено правило "гола у гостима".

## Резултати

### Први круг
| Меч | Клуб            | Држава          | укупан рез. | Држава          | Клуб                 | 1. утак. | 2. утак. |
| --- | --------------- | --------------- | ----------- | --------------- | -------------------- | -------- | -------- |
| 1   | Омонија         | Кипар           | 1:2         | Грчка           | Олимпијакос          | 0:1      | 1:1      |
| 2   | Магдебург       | Источна Немачка | 3:0         | Луксембург      | Спора Луксембург     | 1:0      | 2:0      |
| 3   | Сион            | Швајцарска      | 6:3         | Турска          | Галатасарај          | 5:1      | 1:2      |
| 4   | Винер Нојштат   | Аустрија        | 16:0        | Румунија        | Универзитатеа Клуж   | 0:1      | 0:2      |
| 5   | Атлетико Мадрид | Шпанија         | 5:0         | СФРЈ            | Динамо Загреб        | 4:0      | 1:0      |
| 6   | Флоријана       | Малта           | 1:13        | Западна Немачка | ФК Борусија Дортмунд | 1:5      | 0:8      |
| 7   | Лимерик         | Ирска           | 1:4         | Бугарска        | ЦСКА Софија          | 1:2      | 0:2      |
| 8   | АГФ Орхус       | Данска          | 4:2         | Португалија     | Виторија Сетубал     | 2:1      | 2:1      |
| 9   | Го ахед иглс    | Холандија       | 0:7         | Шкотска         | Селтик               | 0:6      | 0:1      |
| 10  | Рејкјавик       | Исланд          | 2:6         | Норвешка        | Розенборг            | 1:3      | 1:3      |
| 11  | Колрајн         | Северна Ирска   | 1:10        | Совјетски Савез | Динамо Кијев         | 1:6      | 0:4      |
| 12  | Дукла Праг      | Чехословачка    | 2:0         | Француска       | Рен                  | 2:0      | 0:0      |
| 13  | Лахти           | Финска          | 1:16        | Мађарска        | Хонвед               | 2:10     | 0:6      |
| 14  | Јувентус        | Италија         | 1:2         | Енглеска        | Ливерпул             | 1:0      | 0:2      |
| 15  | Кардиф Сити     | Велс            | 1:3         | Белгија         | Стандард Лијеж       | 1:2      | 0:1      |

Слободни: Вест Хем јунајтед 

### Други круг
| Меч | Клуб               | Држава          | укупан рез. | Држава     | Клуб            | 1. утак. | 2. утак. |  |
| --- | ------------------ | --------------- | ----------- | ---------- | --------------- | -------- | -------- |  |
| 1   | Вест Хем јунајтед  | Енглеска        | 6:2         | Грчка      | Олимпијакос'    | 4:0      | 2:2      |  |
| 2   | Магдебург          | Источна Немачка | 10:3        | Швајцарска | Сион            | 8:1      | 2:2      |  |
| 3   | Универзитатеа Клуж | Румунија        | 0:6         | Шпанија    | Атлетико Мадрид | 0:2      | 0:4      |  |
| 4   | Борусија Дортмунд  | Западна Немачка | 5:4         | Бугарска   | ЦСКА Софија     | 3:0      | 2:4      |  |
| 5   | АГФ Орхус          | Данска          | 0:3         | Шкотска    | Селтик          | 0:1      | 0:2      |  |
| 6   | Розенборг          | Норвешка        | 1:6         | СССР       | Динамо Кијев    | 1:3      | 0:2      |  |
| 7   | Дукла Праг         | Чехословачка    | 4:4(п.г.г.) | Мађарска   | Хонвед          | 2:3      | 2:1      |  |
| 8   | Ливерпул           | Енглеска        | 5:2         | Белгија    | Стандард Лијеж  | 3:1      | 2:1      |  |

### Четвртфинале
| Меч | Клуб              | Држава   | укупан рез. | Држава          | Клуб              | 1. утак. | 2. утак. |
| --- | ----------------- | -------- | ----------- | --------------- | ----------------- | -------- | -------- |
| 1   | Вест Хем јунајтед | Енглеска | 2:1         | Источна Немачка | Магдебург         | 1:0      | 1:1      |
| 2   | Атлетико Мадрид   | Шпанија  | 1:2         | Западна Немачка | Борусија Дортмунд | 1:1      | 0:1      |
| 3   | Селтик            | Шкотска  | 4:1         | СССР            | Динамо Кијев      | 3:0      | 1:1      |
| 4   | Хонвед            | Мађарска | 0:2         | Енглеска        | Ливерпул          | 0:0      | 0:2      |

### Полуфинале
| Меч | Клуб              | Држава   | укупан рез. | Држава          | Клуб              | 1. утак. | 2. утак. |
| --- | ----------------- | -------- | ----------- | --------------- | ----------------- | -------- | -------- |
| 1   | Вест Хем јунајтед | Енглеска | 2:5         | Западна Немачка | Борусија Дортмунд | 1:2      | 1:3      |
| 2   | Селтик            | Шкотска  | 1:2         | Енглеска        | Ливерпул          | 1:0      | 0:2      |

### Финале
| Меч | Клуб              | Држава          | укупан рез.  | Држава   | Клуб     |
| --- | ----------------- | --------------- | ------------ | -------- | -------- |
| 1   | Борусија Дортмунд | Западна Немачка | 2:1 (п.с.н.) | Енглеска | Ливерпул |

| Освајач Купа победника купова у фудбалу 1965/66. |
| ------------------------------------------------ |
| Борусија Дортмунд 1. Титула                      |